# Torresmo (palhaço)
Brasil José Carlos Queirolo, de nome artístico Torresmo (Espírito Santo do Pinhal, 4 de abril de 1918 — São Paulo, 19 de agosto de 1996), foi um palhaço e ator brasileiro.

## Biografia

### Infância
Torresmo nasceu no circo de seus pais e tios, o Circo Irmãos Queirolo, que excursionava pelo interior de São Paulo. Seu pai, José Carlos Queirolo (conhecido como palhaço Chicharrão — do espanhol Chicharrón, "torresmo") era uruguaio, e sua mãe, Graciana Cassano Queirolo, atriz, era argentina.
Na infância, era chamado de "Chicharrãozinho". Estudou no colégio Caetano de Campos e no colégio Ipiranga. Viajou com o circo por todo o Brasil e em alguns outros países.

### Estreia no circo
Foi também cantor de tangos e tocava saxofone e violino.
Em 1943, a família se mudou para o Rio de Janeiro, e Torresmo foi trabalhar no Teatro Recreio, a convite de Jardel Jercolis. No ano seguinte, voltou a São Paulo e, em Ibirarema, se casou com Otília Piedade, com quem viveria por toda a vida. Desse casamento, vieram os filhos Gladismary e Brasil José Carlos, o futuro palhaço Pururuca. Nesse período, até 1949, trabalhou em rádios de Adamantina e Lucélia.
Depois, foi trabalhar no Circo Alcebíades, do pai do amigo Fuzarca, com quem fez dupla cômica e se apresentava antes da dupla principal: os palhaços Piolim e Arrelia.
A família Queirolo faria outros palhaços, como Chic-Chic, Otelo Queirolo e seus filhos.

### Finalmente, a televisão
Em 1950, Torresmo passou a morar no bairro do Mandaqui, na cidade de São Paulo. Era a época do início da televisão no Brasil, e Torresmo acreditou em seu sucesso. Apresentou-se no programa de Luiz Gonzaga, no Cine-Teatro Odeon, e seu talento foi reconhecido por um produtor da TV Tupi: Humberto Simões, na época famoso como ventríloco, que o levou ao diretor Cassiano Gabus Mendes.
Sua estréia na televisão foi no Dia das Crianças (12 de outubro) de 1950. Desde então, não saiu mais da TV, e trabalhou em programas infantis de todos as emissoras da época, incluindo Zás Trás, na TV Paulista, apresentado por Márcia Cardeal. Outros programas: Calouros Mepacolan, Gurilândia, Recreio do Torresmo (este na TV Cultura), Torresmolândia, na TV Excelsior, Tic-Tac e Pururuca, na TV Bandeirantes, Grande Gincana Kibon, na TV Record e muitos outros, até 1964.
Em 1964, morreu seu parceiro, Albano (Fuzarca), e ele passou a se apresentar com seu filho Pururuca, então com apenas 15 anos.
O programa O Grande Circo, com Pururuca e mais os palhaços Chupeta, Chupetinha, Pimentinha e outros, ficou no ar de 1973 a 1982, na TV Bandeirantes, levando o mundo circense à televisão.
Em 1983, retirou-se para tratamento de saúde em Mairiporã, e Pururuca passou a cuidar de seu restaurante, na Serra da Cantareira.
Em 1987, Torresmo voltou à TV e passou a apresentar o Programa Bombril, ainda da TV Bandeirantes.
Torresmo trabalhou na televisão durante 30 anos, período em que gravou 80 discos infantis.
Seu bordão favorito era: — Assim eu não aguento! (e a criançada respondia: — Agueeeeeentaaaaa!)

## Reconhecimento
Torresmo foi condecorado com a Medalha Anchieta e recebeu um diploma de Gratidão da Cidade de São Paulo, conferido pela câmara dos vereadores.
Em 1982, recebeu o título de "Pinhalense Emérito" da câmara municipal de Espírito Santo de Pinhal.
A TV Bandeirantes lhe daria o Troféu Bandeirantes.

## Filmografia
- Partidas Dobradas (1981)
- O Todo-Poderoso (1979)
- O Falcão Negro (1954)
- As Aventuras de Berloque Kolmes
- TV de Vanguarda